# Гаджинский, Мехти-бек Сулейман оглы
Мехти-бек Сулейман оглы Гаджинский (азерб. Mehdi bəy Süleyman oğlu Hacınski, 24 мая 1879, Губа, Бакинская губерния — июнь 1941, Баку) — азербайджанский театральный и государственный деятель, актёр, публицист. Член мусульманской фракции Закавказского сейма и Национального совета Азербайджана. Член Парламента Азербайджанской Демократической Республики.

## Биография
Мехти-бек Гаджинский родился в мае 1879 года в городе Губа. Старший брат Джамо-бека Гаджинского.
С 1906 года руководил театральным отделением бакинского мусульманского просветительного общества Ниджат. В 1914 году Гаджинский был избран заместителем председателя театрального отделения общества «Сафа».
Под псевдонимами «Урфузаде», «Дамдамаки», «Авара», «Эстет» и другими публиковал статьи, очерки, рассказы и фельетоны об азербайджанском театре в газетах «Тарджуман», «Каспий», «Хайят», «Игбал», «Иршад» и прочих, в журналах «Занбур», «Молла Насреддин».
В 1906—1907 годах был редактором газеты «Текамул» («Эволюция»), являвшегося печатным органом партии «Гуммет».
В 1914 году печатался в  общероссийском театральном журнале «Рампа и жизнь».
С 1906 года Гаджинский играл на сцене. Создал на бакинской сцене такие образы как Карл Моор («Разбойники» Ф. Шиллера), Надир-шах («Надир-шах» Н. Нариманова) и другие.
Является автором драмы «Низложение султана Абдул Азиза» и переводчиком на азербайджанский язык таких пьес, как «Альмансур» Г. Гейне, «Разбойники» Ф. Шиллера, «Недоросль» Д. Фонвизина и другие.
Являлся членом парламента АДР. Входил во фракцию «Мусават» и беспартийные.
Гаджинский занимался также собиранием и публикацией образцов азербайджанского устного народного творчества. Дружил с Мирза Алекпером Сабиром, после кончины которого принимал активное участие в публикации его произведений.
В годы советской власти сотрудничал с тифлисскими газетами «Ени фикир», «Ени кенд» и журналом «Дан улдузу».
Скончался в июне 1941 года в Баку.